# Stare Troki (gmina)
Gmina Stare Troki (lit. Senųjų Trakų seniūnija) – gmina w rejonie trockim okręgu wileńskiego na Litwie. Siedzibą administracji jest wieś Stare Troki, którą zamieszkuje połowa mieszkańców starostwa liczącego 2 728 mieszkańców (2001).